# Plectorhinchus flavomaculatus
Plectorhinchus flavomaculatus är en fiskart som först beskrevs av Cuvier, 1830.  Plectorhinchus flavomaculatus ingår i släktet Plectorhinchus och familjen Haemulidae. Inga underarter finns listade i Catalogue of Life.